# Josh Sargent
Joshua Thomas Sargent (O'Fallon, Misuri, 20 de febrero de 2000), más conocido deportivamente como Josh Sargent, es un futbolista estadounidense que juega como delantero en el Norwich City F. C. de la EFL Championship de Inglaterra.

## Trayectoria
Sargent nació en O'Fallon, Misuri, hijo de Jeff y Liane Sargent, quienes jugaban fútbol de nivel universitario. Josh se unió al Scott Gallagher Soccer Club a los 8 años. Asistió a la escuela secundaria St. Dominic (O'Fallon, Misuri) durante gran parte de sus años de escuela, antes de mudarse a Florida para unirse al programa de residencia de EE. UU. Fue calificado como el jugador de fútbol de secundaria número 2 en el país.

### Carrera temprana
Sargent jugó para Scott Gallagher Misuri, un club de la U.S. Soccer Development Academy de San Luis, Misuri.
Después de su impresionante actuación en los Amistosos Internacionales Nike de 2016, pasó dos semanas entrenando con Sporting Kansas City en el verano de 2016 y el club de la MLS adquirió los derechos de adquisición del jugador.
En octubre del mismo año, pasó una semana de entrenamiento con el club holandés PSV Eindhoven. 
En enero de 2017, después de ser convocado para la selección de Estados Unidos sub-20, se entrenó con el club alemán FC Schalke 04.

### Werder Bremen
El 20 de septiembre de 2017, Werder Bremen anunció que Sargent se uniría al club el 1 de enero de 2018 y luego firmaría un contrato profesional en su cumpleaños número 18, según las reglas de la FIFA. Jugó con la escuadra sub-23 del club en un partido amistoso y firmó su contrato el 20 de febrero de 2018, lo que lo hizo elegible para unirse al primer equipo para la temporada 2018-19.
El 7 de diciembre de 2018, debutó con el primer equipo del Werder Bremen en la Bundesliga, ingresando como suplente en el minuto 76 contra el Fortuna Düsseldorf. Marcó con su primer toque del partido en el minuto 78, el gol más rápido de un debutante en la historia del club.
En febrero de 2019, acordó una extensión de contrato a largo plazo con el club.

### Norwich City
El 9 de agosto de 2021, dejó el Werder Bremen para unirse al Norwich City de la Premier League, con un contrato de cuatro años por una tarifa no revelada. informado de € 9,5 millones.
Cinco días después hizo su debut en una derrota en casa por 3-0 ante el Liverpool F. C. tras entrar como suplente en el minuto 77 en lugar de su excompañero en el Werder Bremen Milot Rashica. Anotó sus dos primeros goles para el club el 24 de agosto, en una enfática victoria por 6-0 sobre el AFC Bournemouth en la segunda ronda de la Copa de la Liga. El 21 de enero de 2022 anotó sus primeros goles en la liga 2021-22, en una victoria por 3-0 sobre el Watford F. C.

## Selección nacional
Jugó con las selecciones sub-17 y sub-20, donde tuvo buenas actuaciones, incluyendo dos apariciones en los mundiales sub-20 y sub-17 en el 2017. 
El 28 de mayo de 2018 hizo su debut con la selección absoluta en un amistoso ante Bolivia, encuentro que terminó con goleada de los estadounidenses por 3-0, y Sargent anotó su primer gol con el equipo nacional.

### Goles internacionales
| # | Fecha                   | Estadio                                       | Oponente | Gol | Resultado | Competición                             |
| - | ----------------------- | --------------------------------------------- | -------- | --- | --------- | --------------------------------------- |
| 1 | 28 de mayo de 2018      | Talen Energy Stadium, Chester                 | Bolivia  | 2-0 | 3-0       | Amistoso                                |
| 2 | 16 de octubre de 2018   | Rentschler Field, East Hartford               | Perú     | 1-0 | 1-1       | Amistoso                                |
| 3 | 11 de octubre de 2019   | Audi Field, Washington D. C.                  | Cuba     | 6-0 | 7-0       | Liga de Naciones de la Concacaf 2019-20 |
| 4 | 19 de noviembre de 2019 | Complejo Deportivo Truman Bodden, George Town | Cuba     | 0-1 | 0-4       | Liga de Naciones de la Concacaf 2019-20 |
| 5 | 19 de noviembre de 2019 | Complejo Deportivo Truman Bodden, George Town | Cuba     | 0-4 | 0-4       | Liga de Naciones de la Concacaf 2019-20 |

## Vida privada
Josh Sargent está casado con Kirsten Lepping. Se comprometieron en agosto de 2020. Sargent tiene una hija que nació el 13 de enero de 2022.

## Estadísticas

### Clubes
Actualizado al último partido disputado el 3 de mayo de 2025.
| Club                   | País       | Año       | Partidos | Goles |
| ---------------------- | ---------- | --------- | -------- | ----- |
| S. V. Werder Bremen II | Alemania   | 2018      | 12       | 7     |
| S. V. Werder Bremen    | Alemania   | 2018-2021 | 83       | 15    |
| Norwich City F. C.     | Inglaterra | 2021-     | 133      | 48    |

## Palmarés

### Títulos internacionales
| Título                          | Club (*)       | Sede           | Año  |
| ------------------------------- | -------------- | -------------- | ---- |
| Liga de Naciones de la Concacaf | Estados Unidos | Estados Unidos | 2021 |

(*) Incluyendo la selección.